# مارک ایشی
مارک ایشی (انگلیسی: Mark Ishii; ۲۱ نوامبر ۱۹۹۱ – ) صداپیشه اهل ژاپن بود. وی از سال ۲۰۱۳ میلادی تاکنون مشغول فعالیت بوده‌است.